# Блысково
Блысково (болг. Блъсково) — село в Болгарии. Находится в Варненской области, входит в общину Провадия. Население составляет 1 191 человек.

## Политическая ситуация
В местном кметстве Блысково, в состав которого входит Блысково, должность кмета (старосты) исполняет Валентин Стоянов Железов (Болгарская социалистическая партия (БСП)) по результатам выборов.
Кмет (мэр) общины Провадия — Георги Стоянов Янев (ДНГ) по результатам выборов.